# 坂野慧吉
坂野慧吉（さかの けいきち、1941年 - ）は、日本の牧師、神学校教師。
牧師業の傍ら、聖書宣教会と東京基督神学校で牧会学を教えている。また、牧師のための機関紙「牧会ジャーナル」を発行している。

## 経歴
1941年 東京都生まれ。1962年 東京大学に入学して、ドイツ語を専攻し、大学3年次にキリスト教に入信して、1965年1月20日洗礼を受ける。4年次に献身を決意する。
1969年 聖書神学舎を卒業する。1968年 キリスト者学生会主事に就任して、浦和福音自由教会に在籍しながら、キリスト者学生会の主事を務める。
1971年4月29日樋上聰子と結婚して、10月3日に安海靖郎の後任として浦和福音自由教会第5代牧師に就任した。100名ぐらいの会員が300名くらいに成長した。
1994年 太田和功一と関わる中で、太田和の主催する集会に出席したり、ハンス・ビュルキの集会等に参加したり、バンクーバーのリージェントカレッジに行って、ジェームズ・フーストンに会ったりすることを通して、福音主義霊性の働きを始めるようになった。現在、聖書宣教会と東京基督神学校で霊性を重んじた、牧会学を講義している。
福音主義霊性の重要な人物を、ユージーン・ピーターソンとジェームズ・フーストンとハンス・ビュルキの三人であるとする。　

## 著書
- 『スピリチュアル・ジャーニー』いのちのことば社、1999年